# Clem Daniels
Clemon C. Daniels Jr. (McKinney, 9 luglio 1937 – Oakland, 23 marzo 2019) è stato un giocatore di football americano statunitense che ha militato nel ruolo di halfback nell'American Football League (AFL) e nella National Football League (NFL).

## Carriera
Daniels firmò come free agent nel 1960 con i Dallas Texans, che, come altre squadre della AFL, reclutavano giocatori da piccole università a predominanza nera, i quali erano ignorati dalla conservatrice NFL. Fu nel roster dei Texans per 14 partite nel 1960 ma vide il campo sporadicamente, chiuso da Abner Haynes. Nel 1961 fu scambiato con gli Oakland Raiders, con cui trascorse sette anni. Fu convocato per l'All-Star Game nel 1963, 1964, 1965 e 1966.
Nel 1963 Daniels fu premiato da The Sporting News come MVP della AFL, con una media di 5,1 yard a corsa e 1.099 yard guadagnate. È il leader di tutti i tempi della lega per yard corse in carriera ed è stato inserito nella formazione ideale di tutti i tempi della AFL.

## Palmarès

### Franchigia
- Campionati AFL : 1

Oakland Raiders: 1967

### Individuale
- MVP della AFL: 1

1963
- First-team All-AFL: 2

1963, 1966
- Second-team All-AFL: 2

1964, 1965
- AFL All-Star: 4

1962–1965
- Leader della AFL in yard corse: 1

1962
- Formazione ideale di tutti i tempi della AFL